# Collegio di Sedgefield
Sedgefield è stato un collegio elettorale situato nella contea di Durham, nel Nord Est dell'Inghilterra, e rappresentato alla Camera dei comuni del Parlamento del Regno Unito. Eleggeva un membro del parlamento con il sistema first-past-the-post, ossia maggioritario a turno unico; il collegio è stato abolito in occasione della revisione periodica del 2024.

## Estensione
Fino alle elezioni generali del febbraio 1974, il collegio comprendeva il distretto urbano di Billingham, i distretti rurali di Darlington e Sedgefield e il distretto rurale di Stockton.
- 1983-1997: i ward del distretto di Sedgefield di Bishop Middleham, Broom, Chilton, Cornforth, Ferryhill, Fishburn, Low Spennymoor and Tudhoe Grange, Middlestone, New Trimdon and Trimdon Grange, Old Trimdon, Sedgefield, Spennymoor e Tudhoe, i ward del distretto di Easington di Deaf Hill, Hutton Henry, Thornley, Wheatley Hill e Wingate, e i ward del Borough di Darlington di Heighington, Hurworth, Middleton St George, Sadberge e Whessoe.
- 1997-2010: i ward del distretto di Sedgefield di Bishop Middleham, Broom, Chilton, Cornforth, Ferryhill, Fishburn, Middridge, Neville, New Trimdon and Trimdon Grange, Old Trimdon, Sedgefield, Shafto, Simpasture, West e Woodham, i ward del distretto di Easington di Deaf Hill, Hutton Henry, Thornley, Wheatley Hill e Wingate, e i ward del Borough di Darlington di Heighington, Hurworth, Middleton St George, Sadberge e Whessoe.
- 2010-2024: i ward del borgo di Sedgefield di Bishop Middleham and Cornforth, Broom, Chilton, Ferryhill, Fishburn and Old Trimdon, Greenfield Middridge, Neville and Simpasture, New Trimdon and Trimdon Grange, Sedgefield, Shafto St Mary's, West e Woodham, i ward del distretto di Easington di Thornley and Wheatley Hill e Wingate, e i ward del Borough di Darlington di Heighington and Coniscliffe, Hurworth, Middleton St George, Sadberge e Whessoe.

## Membri del parlamento
| Elezione | Elezione      | Deputato          | Partito           | Note                                       |
| -------- | ------------- | ----------------- | ----------------- | ------------------------------------------ |
|          | 1918          | Rowland Burdon    | Conservatore      |                                            |
|          | 1922          | John Herriotts    | Laburista         |                                            |
|          | 1923          | Leonard Ropner    | Conservatore      |                                            |
|          | 1929          | John Herriotts    | Laburista         |                                            |
|          | 1931          | Roland Jennings   | Conservatore      |                                            |
|          | 1935          | John Leslie       | Laburista         |                                            |
| 1950     | Joseph Slater |                   | Laburista         |                                            |
| 1970     | David Reed    |                   | Laburista         |                                            |
|          | Feb 1974      | Collegio abolito  | Collegio abolito  | Collegio abolito                           |
|          | 1983          | Collegio ricreato | Collegio ricreato | Collegio ricreato                          |
|          | 1983          | Tony Blair        | Laburista         | Primo Ministro del Regno Unito (1997—2007) |
| 2007 (S) | Phil Wilson   |                   | Laburista         |                                            |
|          | 2019          | Paul Howell       | Conservatore      |                                            |
|          | 2024          | Collegio abolito  | Collegio abolito  | Collegio abolito                           |

## Elezioni

### Elezioni negli anni 2010
| Partito                    | Partito                                           | Candidato                  | Risultati 12 dicembre 2019 | Risultati 12 dicembre 2019 |
| Partito                    | Partito                                           | Candidato                  | Voti                       | %                          |
| -------------------------- | ------------------------------------------------- | -------------------------- | -------------------------- | -------------------------- |
|                            | Conservatore                                      | Paul Howell                | 19 609                     | 47,18                      |
|                            | Laburista                                         | Phil Wilson                | 15 096                     | 36,32                      |
|                            | Brexit                                            | David Bull                 | 3 518                      | 8,46                       |
|                            | Lib Dem                                           | Dawn Welsh                 | 1 955                      | 4,70                       |
|                            | Verdi                                             | John Furness               | 994                        | 2,39                       |
|                            | Indipendente                                      | Michael Joyce              | 394                        | 0,95                       |
|                            |                                                   |                            |                            |                            |
| Iscritti                   | Iscritti                                          | Iscritti                   | 64 325                     | 100,00                     |
| ↳ Votanti (% su iscritti)  | ↳ Votanti (% su iscritti)                         | ↳ Votanti (% su iscritti)  | 41 566                     | 64,62                      |
| ↳ Astenuti (% su iscritti) | ↳ Astenuti (% su iscritti)                        | ↳ Astenuti (% su iscritti) | 22 759                     | 35,38                      |
|                            |                                                   |                            |                            |                            |
|                            | Esito: collegio passa da Laburista a Conservatore |                            |                            |                            |

| Partito                    | Partito                                | Candidato                  | Risultati 8 giugno 2017 | Risultati 8 giugno 2017 |
| Partito                    | Partito                                | Candidato                  | Voti                    | %                       |
| -------------------------- | -------------------------------------- | -------------------------- | ----------------------- | ----------------------- |
|                            | Laburista                              | Phil Wilson                | 22 202                  | 53,38                   |
|                            | Conservatore                           | Dehenna Davison            | 16 143                  | 38,81                   |
|                            | UKIP                                   | John Grant                 | 1 763                   | 4,24                    |
|                            | Lib Dem                                | Stephen Psallidas          | 797                     | 1,92                    |
|                            | Verdi                                  | Melissa Wilson             | 686                     | 1,65                    |
|                            |                                        |                            |                         |                         |
| Iscritti                   | Iscritti                               | Iscritti                   | 63 887                  | 100,00                  |
| ↳ Votanti (% su iscritti)  | ↳ Votanti (% su iscritti)              | ↳ Votanti (% su iscritti)  | 41 591                  | 65,10                   |
| ↳ Astenuti (% su iscritti) | ↳ Astenuti (% su iscritti)             | ↳ Astenuti (% su iscritti) | 22 296                  | 34,90                   |
|                            |                                        |                            |                         |                         |
|                            | Esito: collegio confermato a Laburista |                            |                         |                         |

| Partito                    | Partito                                | Candidato                  | Risultati 7 maggio 2015 | Risultati 7 maggio 2015 |
| Partito                    | Partito                                | Candidato                  | Voti                    | %                       |
| -------------------------- | -------------------------------------- | -------------------------- | ----------------------- | ----------------------- |
|                            | Laburista                              | Phil Wilson                | 18 275                  | 47,20                   |
|                            | Conservatore                           | Scott Wood                 | 11 432                  | 29,53                   |
|                            | UKIP                                   | John Leathley              | 6 426                   | 16,60                   |
|                            | Lib Dem                                | Stephen Glenn              | 1 370                   | 3,54                    |
|                            | Verdi                                  | Greg Robinson              | 1 213                   | 3,13                    |
|                            |                                        |                            |                         |                         |
| Iscritti                   | Iscritti                               | Iscritti                   | 62 850                  | 100,00                  |
| ↳ Votanti (% su iscritti)  | ↳ Votanti (% su iscritti)              | ↳ Votanti (% su iscritti)  | 38 716                  | 61,60                   |
| ↳ Astenuti (% su iscritti) | ↳ Astenuti (% su iscritti)             | ↳ Astenuti (% su iscritti) | 24 134                  | 38,40                   |
|                            |                                        |                            |                         |                         |
|                            | Esito: collegio confermato a Laburista |                            |                         |                         |

| Partito                    | Partito                                | Candidato                  | Risultati 6 maggio 2010 | Risultati 6 maggio 2010 |
| Partito                    | Partito                                | Candidato                  | Voti                    | %                       |
| -------------------------- | -------------------------------------- | -------------------------- | ----------------------- | ----------------------- |
|                            | Laburista                              | Phil Wilson                | 18 141                  | 45,10                   |
|                            | Conservatore                           | Neil Mahapatra             | 9 445                   | 23,48                   |
|                            | Lib Dem                                | Alan Thompson              | 8 033                   | 19,97                   |
|                            | BNP                                    | Mark Walker                | 2 075                   | 5,16                    |
|                            | UKIP                                   | Brian Gregory              | 1 479                   | 3,68                    |
|                            | Indipendente                           | Paul Gittins               | 1 049                   | 2,61                    |
|                            |                                        |                            |                         |                         |
| Iscritti                   | Iscritti                               | Iscritti                   | 64 769                  | 100,00                  |
| ↳ Votanti (% su iscritti)  | ↳ Votanti (% su iscritti)              | ↳ Votanti (% su iscritti)  | 40 222                  | 62,10                   |
| ↳ Astenuti (% su iscritti) | ↳ Astenuti (% su iscritti)             | ↳ Astenuti (% su iscritti) | 24 547                  | 37,90                   |
|                            |                                        |                            |                         |                         |
|                            | Esito: collegio confermato a Laburista |                            |                         |                         |

### Elezioni negli anni 2000
| Partito                    | Partito                                | Candidato                  | Risultati 19 luglio 2007 | Risultati 19 luglio 2007 |
| Partito                    | Partito                                | Candidato                  | Voti                     | %                        |
| -------------------------- | -------------------------------------- | -------------------------- | ------------------------ | ------------------------ |
|                            | Laburista                              | Phil Wilson                | 12 528                   | 44,80                    |
|                            | Lib Dem                                | Gregory Stone              | 5 572                    | 19,93                    |
|                            | Conservatore                           | Graham Robb                | 4 082                    | 14,60                    |
|                            | BNP                                    | Andrew Spence              | 2 494                    | 8,92                     |
|                            | Indipendente                           | Paul Gittins               | 1 885                    | 6,74                     |
|                            | UKIP                                   | Gavin Horton               | 536                      | 1,92                     |
|                            | Verdi                                  | Christopher Haine          | 348                      | 1,24                     |
|                            | Democratici                            | Stephen Gash               | 177                      | 0,63                     |
|                            | Voto Cristiano                         | Tim Grainger               | 177                      | 0,63                     |
|                            | Monster Raving Loony                   | Alan Hope                  | 129                      | 0,46                     |
|                            | Anti Crime                             | Norman Scarth              | 34                       | 0,12                     |
|                            |                                        |                            |                          |                          |
| Iscritti                   | Iscritti                               | Iscritti                   | 64 952                   | 100,00                   |
| ↳ Votanti (% su iscritti)  | ↳ Votanti (% su iscritti)              | ↳ Votanti (% su iscritti)  | 27 962                   | 43,05                    |
| ↳ Astenuti (% su iscritti) | ↳ Astenuti (% su iscritti)             | ↳ Astenuti (% su iscritti) | 36 990                   | 56,95                    |
|                            |                                        |                            |                          |                          |
|                            | Esito: collegio confermato a Laburista |                            |                          |                          |

| Partito                    | Partito                                | Candidato                  | Risultati 5 maggio 2005 | Risultati 5 maggio 2005 |
| Partito                    | Partito                                | Candidato                  | Voti                    | %                       |
| -------------------------- | -------------------------------------- | -------------------------- | ----------------------- | ----------------------- |
|                            | Laburista                              | Tony Blair                 | 24 421                  | 58,89                   |
|                            | Conservatore                           | Al Lockwood                | 5 972                   | 14,40                   |
|                            | Lib Dem                                | Robert Woodthorpe Browne   | 4 935                   | 11,90                   |
|                            | Indipendente                           | Reg Keys                   | 4 252                   | 10,25                   |
|                            | UKIP                                   | William Brown              | 646                     | 1,56                    |
|                            | Fronte Nazionale                       | Mark Farrell               | 253                     | 0,61                    |
|                            | Veritas                                | Fiona Luckhurst-Matthews   | 218                     | 0,53                    |
|                            | Indipendente                           | Berony Abraham             | 205                     | 0,49                    |
|                            | Monster Raving Loony                   | Melodie Staniforth         | 157                     | 0,38                    |
|                            | Blair Must Go Party                    | Jonathan Cockburn          | 103                     | 0,25                    |
|                            | Senior Citizens Party                  | Terence Pattinson          | 97                      | 0,23                    |
|                            | UK Pensioners Party                    | Cherri Gilham              | 82                      | 0,20                    |
|                            | Indipendente                           | Helen John                 | 68                      | 0,16                    |
|                            | Indipendente                           | John Barker                | 45                      | 0,11                    |
|                            | Indipendente                           | Julian Brennan             | 17                      | 0,04                    |
|                            |                                        |                            |                         |                         |
| Iscritti                   | Iscritti                               | Iscritti                   | 66 680                  | 100,00                  |
| ↳ Votanti (% su iscritti)  | ↳ Votanti (% su iscritti)              | ↳ Votanti (% su iscritti)  | 41 475                  | 62,20                   |
| ↳ Astenuti (% su iscritti) | ↳ Astenuti (% su iscritti)             | ↳ Astenuti (% su iscritti) | 25 205                  | 37,80                   |
|                            |                                        |                            |                         |                         |
|                            | Esito: collegio confermato a Laburista |                            |                         |                         |

| Partito                    | Partito                                | Candidato                  | Risultati 7 giugno 2001 | Risultati 7 giugno 2001 |
| Partito                    | Partito                                | Candidato                  | Voti                    | %                       |
| -------------------------- | -------------------------------------- | -------------------------- | ----------------------- | ----------------------- |
|                            | Laburista                              | Tony Blair                 | 26 110                  | 64,86                   |
|                            | Conservatore                           | Douglas Carswell           | 8 397                   | 20,86                   |
|                            | Lib Dem                                | Andrew Duffield            | 3 624                   | 9,00                    |
|                            | UKIP                                   | Andrew Spence              | 974                     | 2,42                    |
|                            | Laburista Socialista                   | Brian Gibson               | 518                     | 1,29                    |
|                            | Rock 'n Roll Loony                     | Christopher Driver         | 375                     | 0,93                    |
|                            | Indipendente                           | Helen John                 | 260                     | 0,65                    |
|                            |                                        |                            |                         |                         |
| Iscritti                   | Iscritti                               | Iscritti                   | 64 932                  | 100,00                  |
| ↳ Votanti (% su iscritti)  | ↳ Votanti (% su iscritti)              | ↳ Votanti (% su iscritti)  | 40 258                  | 62,00                   |
| ↳ Astenuti (% su iscritti) | ↳ Astenuti (% su iscritti)             | ↳ Astenuti (% su iscritti) | 24 674                  | 38,00                   |
|                            |                                        |                            |                         |                         |
|                            | Esito: collegio confermato a Laburista |                            |                         |                         |

## Risultati dei referendum

### Referendum sulla permanenza del Regno Unito nell'Unione europea del 2016
|             | Collegio   | Lasciare UE % | Rimanere in UE % |
| ----------- | ---------- | ------------- | ---------------- |
|             | Sedgefield | 58,9%         | 41,1%            |
| Inghilterra | 53,3%      | 46,7%         |                  |
| Regno Unito | 51,9%      | 48,1%         |                  |